# Liegrupp
I matematiken är en Liegrupp (namngiven efter Sophus Lie) en differentierbar mångfald med en differentierbar gruppstruktur, dvs en differentierbar mångfald M tillsammans med differentierbara funktioner {\displaystyle *:M\times M\rightarrow M} och {\displaystyle i:M\rightarrow M} samt en punkt 0 sådana att (M,*,i,0) är en grupp; där 0 är identitetselementet och i är inversavbildningen.
Exempel:
1. Den additiva gruppen av reella tal är en Liegrupp
2. Gruppen av {\displaystyle n\times n}-matriser över R med determinant 1 är en Liegrupp under multiplikation, eftersom den kan betraktas som en delmångfald till {\displaystyle R^{n^{2}}} och matrismultiplikation respektive matrisinversion är differentierbara avbildningar.

## Konstruktioner av Liegrupper
Det finns flera sätt att konstruera nya Liegruppar från gamla:
- Produkten av två Liegrupper är en Liegrupp.
- Vilken som helst sluten delmängd av en Liegrupp är en Liegrupp. Det här är känt som Cartans sats.
- Kvoten av en Liegrupp med en sluten normal delgrupp är en Liegrupp.